# 大川镇 (芦山县)
大川镇，是中华人民共和国四川省雅安市芦山县下辖的一个乡镇级行政单位。2019年12月，将宝盛乡中坝村铁炉头组所属行政区域划归大川镇管辖。

## 行政区划
大川镇下辖以下地区：
快乐村、杨开村、三江村和小河村。